# Galina Višnevskaja (sciatrice)
Galina Aleksandrovna Višnevskaja (cirillico Галина Александровна Вишневская; Semej, 10 febbraio 1994) è una biatleta kazaka.
In seguito al matrimonio ha assunto anche il cognome del marito e dalla stagione 2021-2022 si è iscritta alle gare come Galina Višnevskaja-Šeporenko (cirillico Галина Сергеевна Вишневская-Шепоренко, traslitterazione anglosassone Galina Vishnevskaya-Sheporenko).

## Biografia

### Stagioni 2009-2017
Galina Višnevskaja, attiva dalla stagione 2008-2009, ha esordito in Coppa del Mondo il 9 dicembre 2011 a Hochfilzen in sprint (83ª) e ai Giochi olimpici invernali a Soči 2014, dove si è classificata 40ª nell'individuale, 63ª nella sprint e 11ª nella staffetta; nella stessa stagione ai Mondiali juniores di Presque Isle 2014 ha vinto la medaglia d'oro nell'inseguimento e quella d'argento nella sprint e in quella successiva ai Mondiali juniores di Minsk Raǔbičy 2015 ha conquistato la medaglia d'argento nella sprint e nell'inseguimento e quella di bronzo nell'individuale.
Ai Mondiali di Oslo 2016, suo esordio iridato, si è piazzata 24ª nell'individuale, 24ª nella sprint, 25ª nell'inseguimento, 22ª nella partenza in linea, 8ª nella staffetta e 15ª nella staffetta mista; l'anno dopo ai Mondiali di Hochfilzen 2017 è stata 21ª nell'individuale, 86ª nella sprint e 12ª nella staffetta.

### Stagioni 2018-2025
Ha ottenuto il primo podio in Coppa del Mondo il 26 novembre 2017 a Östersund in staffetta mista individuale (3ª) e ai successivi XXIII Giochi olimpici invernali di Pyeongchang 2018 si è classificata 45ª nell'individuale, 30ª nella sprint, 20ª nell'inseguimento, 14ª nella staffetta e 18ª nella staffetta mista individuale; ai Mondiali di Östersund 2019 si è piazzata 44ª nell'individuale, 68ª nella sprint, 18ª nella staffetta e 18ª nella staffetta mista individuale, a quelli di Anterselva 2020 9ª nell'individuale, 66ª nella sprint, 18ª nella staffetta, 22ª nella staffetta mista e 22ª nella staffetta mista individuale e a quelli di Pokljuka 2021 25ª nell'individuale, 73ª nella sprint, 20ª nella staffetta, 27ª nella staffetta mista e 17ª nella staffetta mista individuale.
Ai XXIV Giochi olimpici invernali di Pechino 2022 è stata 44ª nell'individuale, 52ª nella sprint e 52ª nell'inseguimento; ai Mondiali di Nové Město na Moravě 2024 si è classificata 24ª nell'individuale, 43ª nella sprint, 53ª nell'inseguimento, 18ª nella staffetta, 21ª nella staffetta mista e 23ª nella staffetta mista individuale e a quelli di Lenzerheide 2025 86ª nell'individuale, 86ª nella sprint, 22ª nella staffetta e 23ª nella staffetta mista.

## Palmarès

### Mondiali juniores
- 5 medaglie:
  - 1 oro (inseguimento a Presque Isle 2014)
  - 3 argenti (sprint a Presque Isle 2014; sprint, inseguimento a Minsk Raǔbičy 2015)
  - 1 bronzo (individuale a Minsk Raǔbičy 2015)

### Coppa del Mondo
- Miglior piazzamento in classifica generale: 20ª nel 2017
- 1 podio (a squadre):
  - 1 terzo posto